# 岩井隆 (ゴルファー)
岩井 隆（いわい たかし、1954年5月8日 - ）は、兵庫県出身のプロゴルファー。

## 来歴
13歳からゴルフを始め、1979年にプロ入りする。
1983年のゴルフダイジェストトーナメントでは初日を前田新作・井上幸一と共に4アンダー68の6位タイ でスタートし、2日目には安達典夫・羽川豊・尾崎直道・青木功・金井清一・藤木三郎・山本善隆・呂西鈞&郭吉雄（中華民国）と並んでの10位タイに着ける。3日目には68をマークし、3日連続69をマークした森本俊治と共に追い上げ、前日まで首位の高橋五月と9アンダー207で首位タイに並んだ。
1984年のゴルフダイジェストトーナメントでは3日目に大町昭義と共に67をマークし、草壁政治と並んでの10位タイに着けた。
1986年の三菱ギャランでは初日を鷹巣南雄と並んでの3位タイでスタートしたほか、関東オープンでは初日48位タイで迎えた2日目に68をマークして芹澤信雄・尾崎直・湯原信光と並んでの7位タイに浮上すると、3日目には村上隆・藤木三郎・泉川ピート・川村正己と並んでの3位タイに着けた。
1988年の静岡オープンでは初日を高見和宏・室田淳・山本善・鈴村久・重信秀人、クレイグ・パリー（オーストラリア）と並んでの8位タイでスタートした。
1992年のダイドードリンコ静岡オープンを最後にレギュラーツアーから引退。